# フリードリヒスハーフェン
フリードリヒスハーフェン（Friedrichshafen）は、ドイツ連邦共和国の都市。バーデン＝ヴュルテンベルク州に属する。人口は
63,441人（2023年12月31日現在）
。フェルディナント・フォン・ツェッペリンによる飛行船開発の地として知られる。

## 地勢・産業
ドイツ、スイス、オーストリア国境にあるボーデン湖の湖畔に位置している。近隣の都市としては、約25キロ西にコンスタンツ、20キロ南東にリンダウが位置している。ZFフリードリヒスハーフェンの本社がある。

## 歴史
街の成立は遅く、19世紀に入ってからである。20世紀初頭にフェルディナント・フォン・ツェッペリンによって飛行船開発が行われ、航空機産業などで栄えた。第二次世界大戦では、そのため連合軍によって激しい攻撃を受けた。

## 住民
上部ドイツ語に属するアレマン語の一方言である低地アレマン語に属するボーデン湖アレマン語を使用するアレマン系が多い。

## ツェッペリン飛行船
20世紀初頭、この地で開発されたツェッペリン飛行船は各国で採用された。しかし、ヒンデンブルク号の大事故は、同飛行船の信頼を失墜させた。この大惨事は、ロックバンド レッド・ツェッペリンのアルバム・ジャケットにも使用されている。

## 姉妹都市
- インペリア（イタリア）2014年
- デーリッチュ（ドイツ）1990年
- ピオリア（イリノイ州、アメリカ合衆国）1976年
- ポラツク（ベラルーシ）1990年
- サン＝ディエ＝デ＝ヴォージュ（フランス）1973年
- サラエヴォ（ボスニア・ヘルツェゴビナ）1972

### 友好都市
- 土浦市（茨城県、日本）1994年

## 出身者
- シモン・ツォラー : サッカー選手